# 細川諭
細川諭（ほそかわ さとし、1987年10月27日 - ）は、日本のラグビー選手。

## プロフィール
- 岩手県出身。[1]
- ポジションはスクラムハーフ(SH)。
- 身長 168cm、体重 70kg

## 略歴
2006年、盛岡工業高校卒業後、関東学院大学に入る。なお盛岡工業高校時代に2度花園への出場経験があり、2005年度の高校日本代表セレクション合宿参加メンバーに選出された。
2010年、関東学院大学卒業後、釜石シーウェイブスに加入。同年9月12日に行われたトップイーストリーグ第１節のセコムラガッツ戦に途中出場ながら公式戦初出場を果たした。
2016年、釜石シーウェイブスを退団した。